# Натанијел Клајн
Натанијел Едвин Клајн (енгл. Nathaniel Edwin Clyne; рођен 5. априла 1991) енглески је фудбалер, који наступа за Кристал палас и репрезентацију Енглеске.
Каријеру је започео у Кристал паласу, а 2012. године је прешао Саутемптон, где је провео 3 сезоне. У Ливерпул је прешао у јулу 2015. године за 12,5 милиона фунти. Редсе је напустио 2020. године.
За сениорску репрезентацију Енглеске дебитовао је у новембру 2014. године. Наступао је и на Европском првенству 2016.